# Bruno Soriano
Bruno Soriano Llido (Artana, 12 de junho de 1984) é um ex-futebolista espanhol que atuava como volante.

## Títulos

### Prêmios individuais
- 86º melhor jogador do ano de 2016 (Marca)[1]